# Miaoxi, Chongqing
Miaoxi (kinesiska: 庙溪) är en socken i sydvästra Kina. Den ligger i häradet Youyang i storstadsområdet Chongqing,  omkring 190 kilometer öster om det centrala stadsdistriktet Yuzhong. Antalet invånare är 10 955. Befolkningen består av 5 439 kvinnor och 5 516 män. Barn under 15 år utgör 29,0 %, vuxna 15-64 år 58 %, och äldre över 65 år 11,0 %.